# Muntelier
Muntelier (franska: Montilier) är en ort och kommun i distriktet Lac i kantonen Fribourg i Schweiz. Kommunen hade 964 invånare (2023).